# Comarca de Vigo
A comarca de Vigo é uma comarca espanhola situada na costa sul da comunidade autônoma da Galiza, na província de Pontevedra. Limita a norte com a Comarca de Pontevedra, a leste com as comarcas de Condado, Paradanta e Ribeiro (província de Ourense), a sul com a Comarca do Baixo Minho e a oeste com a Comarca do Morrazo e com o Oceano Atlântico.
A comarca oficial de Vigo e a área metropolitana de Vigo são duas entidades diferentes entre as quais não há correspondência exata, pois há municípios da área metropolitana que não fazem parte da comarca de Vigo, como são os casos de Cangas e Moaña (Comarca do Morrazo) e de Salvaterra de Miño (Comarca do Condado).

## Descrição
Trata-se de uma comarca extensa e muito heterogênea, conformada pelos municípios satélites do sul da Ria de Vigo que rodeiam a cidade de Vigo. A comarca oficial atual aglutina no seu seio várias pequenas comarcas históricas com muito caráter próprio: Vale Miñor (com capital [cabeceira] em Baiona), o Vale do Fragoso (capital: Vigo), o Vale da Louriña (capital: Porriño), a terra de Mañó (capital: Redondela), uma parte da Terra de Entenza (capital: Salceda de Caselas), e uma parte da imensa comarca histórica de Terra de Montes, sem uma capital comarcal determinada.

## Municípios
- Porriño
- Baiona
- Fornelos de Montes
- Gondomar
- Mos
- Nigrán
- Pazos de Borbén
- Redondela
- Salceda de Caselas
- Soutomaior
- Vigo

## População
- Habitantes: 425 029 (2009)
- População estrangeira: 14 540 (2005)
- Idade média: 40,9 anos (2005)
- Crescimento natural: +502 (2004)
- Saldo migratório: +2 044 (2004)

| Município                                    | 1991    | 1996    | 2001    | 2005    | 2009    |
| -------------------------------------------- | ------- | ------- | ------- | ------- | ------- |
| Baiona                                       | 9 690   | 10 499  | 10 873  | 11 521  | 12 091  |
| Fornelos de Montes                           | 2 194   | 2 410   | 2 230   | 2 057   | 1 976   |
| Gondomar                                     | 10 440  | 11 147  | 11 631  | 12 685  | 13 841  |
| Mos                                          | 13 340  | 13 755  | 13 920  | 13 996  | 14 650  |
| Nigrán                                       | 14 008  | 15 197  | 16 302  | 17 281  | 18 021  |
| Pazos de Borbén                              | 3 403   | 3 287   | 3 089   | 3 160   | 3 170   |
| Porriño                                      | 15 093  | 15 749  | 16 076  | 16 576  | 17 475  |
| Redondela                                    | 27 751  | 28 893  | 29 090  | 29 863  | 30 001  |
| Salceda de Caselas                           | 5 696   | 6 074   | 6 349   | 7 176   | 8 289   |
| Soutomaior                                   | 4 907   | 5 236   | 5 398   | 5 956   | 6 867   |
| Vigo                                         | 278 050 | 286 774 | 287 282 | 293 725 | 298 648 |
| Total                                        | 384 572 | 398 981 | 402 240 | 413 996 | 425 029 |
| Fonte: Instituto Galego de Estatística (IGE) |         |         |         |         |         |